# Monolithic Baby!
Monolithic Baby! – to szósta pełnowymiarowa płyta stonermetalowego zespołu Monster Magnet. Jest to jednocześnie dziewiąte wydawnictwo zespołu. Materiał na album został nagrany w The Chop Shop w Los Angeles i Paramount Studios w Kalifornii. Album dedykowany jest Geraldowi F. Wyndorfowi, niedawno zmarłemu ojcu Davea.

## Lista utworów
1. Slut Machine
2. Supercruel
3. On The Verge
4. Unbroken (Hotel Baby)
5. Radiation Day
6. Monolithic
7. The Right Stuff
8. There's No Way Out Of Here
9. Master Of Light
10. Too Bad
11. Ultimate Everything
12. CNN War Theme

Digipack

Limitowana wersja zawierająca dodatkowo DVD

1. Video do "Unbroken (Hotel Baby)" - bez cenzury
2. Video do "The Right Stuff" - wersja o pełnej długości (6:36)
3. Wywiad
4. Dwa utwory nagrane na żywo 7 grudnia 2003 w London Astoria
  1. Radiation Day
  2. Monolithic

## Wykonawcy
- Dave Wyndorf - wokal, gitara
- Ed Mundell - gitara
- Phil Caivano - gitara
- Jim Baglino - gitara basowa
- Michael Wildwood - perkusja
- Josh Freas - perkusja w Master of Light
- Tim Cronin